# Desmodium sylvicola
Desmodium sylvicola är en ärtväxtart som beskrevs av Townshend Stith Brandegee. Desmodium sylvicola ingår i släktet Desmodium och familjen ärtväxter. Inga underarter finns listade i Catalogue of Life.